# Stadsmusikanterne fra Bremen
Stadsmusikanterne fra Bremen er et folkeeventyr som er nedskrevet af brødrene Grimm.
Historien handler om fire dyr; et æsel, en hund, en kat og en hane, som stikker af hjemmefra for ikke at blive slagtet, for at blive stadsmusikanter i Bremen. På vej dertil finder de et gemmested for nogle røvere. De skræmmer røverne væk ved at stille sig ovenpå hinanden som en pyramide. Efter at have bosat sig i hulen, vil de ikke længere være stadsmusikanter.
Der findes en bronzestatue i Bremen, forestillende dyrene, der står ovenpå hinanden. Statuen besøges af en del turister, blandt andet fordi den står i et område med flere seværdigheder.

## Eksterne links
- Wikimedia Commons har flere filer relateret til Stadsmusikanterne fra Bremen

53°04′34″N 8°48′27″Ø / 53.07618°N 8.80753°Ø